# برایان مانسیلا
برایان مانسیلا (انگلیسی: Braian Mansilla؛ زادهٔ ۱۶ آوریل ۱۹۹۷) بازیکن فوتبال اهل آرژانتین است.
از باشگاه‌هایی که در آن بازی کرده‌است می‌توان به باشگاه فوتبال راسینگ کلوب آویاندا و باشگاه فوتبال ویتوریا ستوبال اشاره کرد.